# Jean-Baptiste Badeaux
Pour les articles homonymes, voir Badeaux.
Jean-Baptiste Badeaux (29 avril 1741 - 12 novembre 1796) était le neuvième de dix enfants et a vécu avec une tante à Trois-Rivières. En 1767, une commission a été donnée Badeaux comme notaire. Ce fut sa vocation tout au long de sa vie.
En 1781, Badeaux devient notaire pour l'ensemble de la province de Québec, en raison, en grande partie, de son engagement durant le conflit avec les Américains en 1775-1776. Après le conflit, il a été impliqué pour la  restitution de la part des Américains pour des clients canadiens qui avaient aidés avec les marchandises et services qu'ils avaient de besoin. Bien qu'il n'a pas réussi, son dévouement a été remarqués et récompensés.
En juillet 1790, il a été nommé juge de paix pour le district de Trois-Rivières. Il est décédé après une longue et grave maladie et ses capacités et son caractère ont été publiquement reconnus dans au moins un journal de Québec.
Son fils, Joseph, deviendrait membre de la profession notariale aussi.